# Tarentola neglecta
Espèce
Synonymes
- Tarentola angusticeps Strauch, 1887

Statut de conservation UICN

 LC  : Préoccupation mineure
Tarentola neglecta est une espèce de geckos de la famille des Phyllodactylidae.

## Répartition
Cette espèce se rencontre en Algérie, dans le nord-ouest de la Libye et dans le sud de la Tunisie.

## Liste des sous-espèces
Selon The Reptile Database (30 janvier 2014) :
- Tarentola neglecta geyri Joger, 1984
- Tarentola neglecta lanzai Bshaenia & Joger, 2013
- Tarentola neglecta neglecta Strauch, 1887

## Publications originales
- Bshaenia & Joger, 2013 : A new gecko from Libya: Tarentola neglecta lanzai n. ssp.. Amphibia-Reptilia, vol. 34, no 3, p. 353-362.
- Joger, 1984 : Taxonomische Revision der Gattung Tarentola (Reptilia: Gekkonidae). Bonner Zoologische Beiträge, vol. 35, no 1-3, p. 129-174 (texte intégral).
- Strauch, 1887 : Bemerkungen über die Geckoniden-Sammlung im zoologischen Museum der kaiserlichen Akademie der Wissenschaften zu St. Petersburg. Mémoires de l'Académie impériale des sciences de Saint-Pétersbourg, sér. 7, vol. 35, no 2, p. 1-72 (texte intégral).